# ŽRK Spartak Subotica
ŽRK Spartak, ženski rukometni klub iz Subotice, Vojvodina, Srbija, dio športskog društva Spartak. Klub je bio najjači 1950-ih i 1960ih, kad je osvajao državna prvenstva u malom i velikom rukometu i igrao finala državnih kupova.

## Trofeji
- državno prvenstvo u malom rukometu
  - SFR Jugoslavije:
  - prvakinje 1956./57., 1959./60., 1962./63.
  - druge 1957./58., 1960/61. i 1963/64
  - treće 1959/59. i 1961/62.
  - SR Jugoslavije / Srbije i Crne Gore:
- državni kup 
  - SFR Jugoslavije:
  - osvajačice 1961.
  - finalistice 1956., 1957., 1962., 1963. i 1968.
  - SR Jugoslavije / Srbije i Crne Gore:

- državno prvenstvo u velikom rukometu
  - Jugoslavija:
  - prvakinje 1949., 1953., 1954. i 1956.
  - druge 1950., 1951. i 1955.

## Poznate rukometašice
- Ana Evetović (Sekulić)
- Marija Jakovetić (udano Čolaković)
- Jovanka Jurčak (udana Popov)
- Justina Jurčak (udano Semnic)
- Jelisaveta Jurčak
- Ana Zemko